# Karlamilyi National Park
Karlamilyi National Park (Rudall River National Park do 2008 r.) – park narodowy w regionie Pilbara, w Australii,  w północno-zachodniej części Australii Zachodniej. Park leży 250 km na północny wschód od Newman i 1250 km  od stolicy stanu Perth. Utworzony został w 2008 r. i jest największym parkiem narodowym w Zachodniej Australii oraz jednym z największych na świecie. 
Rudall River National Park został utworzony w 1977 r. i uznany za „istotny dla utrzymania procesów geomorficznych i ekologicznych w tropikalnym środowisku pustynnym. Zawiera cały przekrój krajobrazów obejmujących rozległe obszary wydm, płaskie, wyniesione obszary, cały system rzek i potoków, formacje aluwialne, słone jeziora i linie paleodrenażu”. Nazwa parku została zmieniona w 2008 r. na Karlamilyi National Park w celu uznania tradycyjnych posiadaczy tego obszaru. 
Rzeka Rudall została tak nazwana przez Franka Hanna, który był jednym z pierwszych Europejczyków eksplorujących tę okolicę. Nazwa pochodzi od innego badacza i mierniczego, Williama Fredericka Rudalla. 
Obszar ten jest częścią tradycyjnej ojczyzny ludu Martu, zwaną Karlamilyi. Na obszarze parku zamieszkują dwie społeczności aborygeńskie: Parnngurr (Cotton Creek) i Punmu (jezioro Dora). Park jest położony w poprzek granicy między Małą a Wielką Pustynią Piaszczystą i obejmuje zlewnię rzeki Rudall. Najłatwiej do niego dotrzeć przez drogę Rudall River Road, która łączy Talawana Track na południu z drogą Telfer Mine Road na północy. Na terenie parku brak jest obiektów przeznaczonych dla strażników. Paliwo, artykuły spożywcze, pierwszą pomoc medyczną, sprzęt kempingowy, parking dla przyczep kempingowych oraz pralnię można znaleźć w Parnngurr.